# Kerstin Kowalski
Kerstin Kowalski (ur. 25 stycznia 1976) – niemiecka wioślarka. Dwukrotna złota medalistka olimpijska.
Oba medale wywalczyła jako członkini czwórki podwójnej. Należała do tej osady na dwóch igrzyskach (IO 00, IO 04), a Niemki zdobyły dwa złote krążki (2000 i 2004). Podczas pierwszej olimpiady w osadzie znajdowała się m.in. jej siostra bliźniaczka Manja. Zdobywała tytuły mistrzyni świata (1999 i 2002 - czwórka podwójna, 2001 - dwójka podwójna), w 2003 sięgnęła po brąz.